# Isabel Atkin
Isabel Atkin (21 juni 1998) is een Britse freestyleskiester. Ze vertegenwoordigde Groot-Brittannië op de Olympische Winterspelen 2018 in Pyeongchang. Ze is de oudere zus van freestyleskiester Zoe Atkin.

## Carrière
Bij haar wereldbekerdebuut, in augustus 2013 in Cardrona, scoorde Atkin direct wereldbekerpunten. In februari 2015 behaalde ze in Park City haar eerste toptienklassering in een wereldbekerwedstrijd. Op 3 maart 2017 boekte de Britse in Silvaplana haar eerste wereldbekerzege. Op de wereldkampioenschappen freestyleskiën 2017 in de Spaanse Sierra Nevada veroverde Atkin de bronzen medaille op het onderdeel slopestyle. Tijdens de Olympische Winterspelen van 2018 in Pyeongchang sleepte de Britse de bronzen medaille in de wacht op het onderdeel slopestyle.
In Park City nam ze deel aan de wereldkampioenschappen freestyleskiën 2019. Op dit toernooi behaalde ze de bronzen medaille op het onderdeel big air.

## Resultaten

### Olympische Winterspelen
| Jaar | Plaats      | Resultaten |
| ---- | ----------- | ---------- |
| 2018 | Pyeongchang | Slopestyle |

### Wereldkampioenschappen
| Jaar | Plaats        | Resultaat  |
| ---- | ------------- | ---------- |
| 2017 | Sierra Nevada | Slopestyle |
| 2019 | Park City     | Big air    |

### Wereldbeker
Eindklasseringen
| Seizoen   | Algm | BA  | HP  | SS  |
| --------- | ---- | --- | --- | --- |
| 2013/2014 | 168e | –   | 43e | 43e |
| 2014/2015 | 70e  | –   | –   | 6e  |
| 2015/2016 | 36e  | –   | –   | 8e  |
| 2016/2017 | 23e  | 14e | –   | 4e  |
| 2017/2018 | 56e  | –   | –   | 9e  |
| 2018/2019 | 74e  | –   | –   | 16e |
| 2019/2020 | 83e  | 12e | –   | 16e |

Wereldbekerzeges
| Datum        | Plaats     | Onderdeel  |
| ------------ | ---------- | ---------- |
| 3 maart 2017 | Silvaplana | Slopestyle |